# Новодмитрівка (Берестинський район)
Новодми́трівка —  село в Україні, у Берестинському районі Харківської області. Населення становить 501 осіб. Орган місцевого самоврядування — Новоолександрівська сільська рада.
Після ліквідації Сахновщинського району 19 липня 2020 року село увійшло до Красноградського (Берестинського) району.

## Географія
Село Новодмитрівка знаходиться на відстані 3 км від річки Оріль (правий берег). По селу протікає пересихаючий струмок з загатами. Село складається з двох частин, рознесених на 1,5 км. На відстані 2 км розташовані села Касянівка, Кузьминівка і залізнична станція Кузьминівка.

## Історія
- 1875 - дата заснування.

## Економіка
- Молочно-товарна ферма.
- ПП «Зоря».